# 강원특별자치도화천교육지원청
강원특별자치도화천교육지원청(江原特別自治道華川敎育支援廳, Hwacheon Office of Education)은 대한민국 강원특별자치도 화천군을 관할하는 강원특별자치도교육청 산하의 교육지원청이다.
교육장은 장학관으로 보한다.

## 산하기관

### 초등학교
| - 광덕초등학교 - 다목초등학교 - 봉오초등학교 - 사내초등학교 | - 산양초등학교 - 상승초등학교 - 노동분교 - 실내초등학교 | - 오음초등학교 - 용암초등학교 - 원천초등학교 - 유촌초등학교 | - 풍산초등학교 - 화천초등학교 - 논미분교 |

### 중학교
| - 간동중학교 - 사내중학교 | - 상서중학교 - 화천중학교 |

## 같이 보기
- 대한민국 교육부